# Lanzahíta
Lanzahíta település Spanyolországban, Ávila tartományban. Lanzahíta Arenas de San Pedro, Mombeltrán, Santa Cruz del Valle, Pedro Bernardo és Buenaventura községekkel határos. Lakosainak száma 788 fő (2024).

## Népesség
A település népessége az utóbbi években az alábbiak szerint változott:
| Lakosok száma | 888  | 966  | 970  | 969  | 959  | 904  | 885  | 828  | 815  | 788  |
|               | 2001 | 2004 | 2006 | 2009 | 2011 | 2014 | 2016 | 2019 | 2021 | 2024 |